# 이매뉴얼 월러스틴
이매뉴얼 모리스 월러스틴(영어: Immanuel Maurice Wallerstein, 영어 발음: /ˈwɔːlərstiːn/, 1930년 9월 28일~2019년 8월 31일)은 미국의 사회학자이자 역사학자이다. 거시적인 관점에서 세계의 역사와 사회 전체를 '단일 시스템'으로 파악하는 세계체제론을 확립했다. 칼 마르크스의 유물론적 변증법이나 국제정치경제학의 종속이론, 아날학파 페르낭 브로델의 장기지속의 시점 등의 영향을 받았다고 알려진다.

## 생애
미국 뉴욕의 유대인 가정에서 태어났다. 1947년 콜롬비아대학교에 입학했고, 1954년 콜롬비아대 사회학부 석사 논문을 작성했고, 1958년부터 모교에서 교편을 잡았다. 1971년 캐나다 맥길대학교 교수, 1973년 미국아프리카학회 회장이 됐다. 1974년 자본주의적 경제를 역사적 시스템이라고 파악한 저서 '근대세계체제' 1권을 발표했다.
그의 부모인 세라 군즈버그(Sara Günsberg, 1895년 출생)와 메너켐 래저 월러스틴(Menachem Lazar Wallerstein, 1890년 출생)은 폴란드계 유대인이었으며 둘 다 갈리치아 출신이다. 제1차 세계 대전 때문에 그들은 베를린으로 이주했고, 그곳에서 1919년에 결혼했다. 2년 후, 사라는 그들의 첫 아들 솔로몬을 낳았다. 1923년 월러스틴 가문은 이매뉴얼이 태어난 뉴욕으로 이민을 갔다. 가족 이민 당시 '미국행 외국인 승객 명단'에는 어머니와 형제의 국적이 폴란드로 표현됐다.
정치적으로 의식이 있는 가정에서 자란 월러스틴은 뉴욕시에 살면서 10대 때 처음으로 세계 정세에 관심을 갖게 되었다. 그는 콜롬비아 대학교에서 1951년 BA, 1954년 MA, 1959년 박사라는 세 가지 학위를 모두 받았다.
1951년부터 1953년까지 월러스틴은 미군에서 복무했다. 그는 제대 후에 매카시즘에 관한 석사학위 논문을 미국 정치문화의 한 현상으로 썼는데, 월러스틴 자신이 나중에 말한 것처럼 널리 인용된 작품들은 "1950년대의 언어로, '정치적 사회학자'인 나를 고려해야 한다는 내 의식을 확인시켜 주었다"고 말했다. 11년 후인 1964년 5월 25일, 그는 베아트리체 프리드먼과 결혼하였다. 그 부부는 3명의 자녀와 5명의 손자를 두었다.

## 학문적 경력
월러스틴의 학문적, 직업적 경력은 콜롬비아 대학에서 시작되었는데, 그곳에서 강사로 시작하여 1958년부터 1971년까지 사회학 부교수가 되었다. 그곳에서 그는 1968년 컬럼비아 대학 시위 동안 학생들의 두드러진 지지자가 되었다. 1971년 그는 뉴욕에서 몬트리올로 이주하여 맥길 대학에서 5년간 가르쳤다.
원래 월러스틴의 지적 관심의 주요 분야는 미국 정치가 아니라 비유럽 세계의 정치, 특히 인도와 아프리카였다. 20년 동안 월러스틴은 아프리카를 연구하여 수많은 책과 기사를 출판하였고, 1973년에는 아프리카학협회 회장이 되었다.
1976년 월러스틴은 새로운 연구 방법을 모색할 수 있는 독특한 기회를 제공받았으며, 뉴욕 빙햄튼 대학교의 경제, 역사 시스템 및 문명 연구를 위한 페르낭 브로델 센터(Fernand Braudel Center for Study of Economies, History Systems and Civilization, and Civilization)의 책임자가 되었다. 이 센터는 사명은 "장기간에 걸친 대규모 사회 변화에 관여"이다. 센터는 (월러스틴이 창간편집자였던) 새로운 저널 Review의 출판지원과 함께 문을 열었으며, "사회학 및 자매 분야, 특히 역사와 정치경제에 활력을 불어넣는 데 많은 노력을 기울인" 작품들을 계속 제작하고 있다. 월러스타인은 1999년 은퇴할 때까지 빙햄튼에서 저명한 사회학 교수로 재직했다.
그의 경력 동안, 월러스틴은 홍콩, 브리티시 컬럼비아, 암스테르담의 중국 대학에서 초빙교수직을 가졌다. 여러 개의 명예 타이틀을 수여받았으며, 파리의 에콜 데 호테스 에투데스 에투데스 과학 사회(Ecole des Hautes Etudes en Sciences Sociales)에서 간헐적으로 지휘관 데투데스 협회(Director d'études Associée)로 활동하였으며, 1994년부터 1998년까지 국제 사회학회의 회장을 역임하였다. 마찬가지로, 1990년대에 그는 사회과학의 구조개혁에 관한 굴벤키안 위원회의 의장을 맡았는데, 그의 목표는 향후 50년간 사회과학의 조사 방향을 나타내는 것이었다.
2000년과 2019년 그의 사망 사이에, 월러스틴은 예일 대학교에서 수석 연구 스롤라로 일했다. 사회 진화 및 역사 학술지 자문편집자협의회 소속이기도 했다. 2003년에는 미국사회학협회로부터 '명예장학상'을 받았고, 2004년에는 국제 N. D. 곤드라티에프 재단과 러시아 자연과학원(RAEN)이 그에게 금콘드라티에프 훈장을 수여했다. 2019년 8월 31일, 88세의 나이로 사망하였다.

## 이론
월러스틴은 1951년과 1952년 국제청소년회의에 참석한 뒤 학문의 초점으로 꼽은 식민지 이후의 아프리카 문제 전문가로 출발했다. 그의 출판물은 1970년대 초까지만 해도 거의 독점적으로 이것에 전념했는데, 그는 거시적 차원에서 세계 자본주의 경제의 역사가와 이론가로 자신을 구분하기 시작했다. 일찍이 세계 자본주의에 대한 비판과 '반체제 운동'의 우승은 그를 놈 촘스키, 피에르 부르디외와 함께 학계 안팎의 반세계화 운동의 앞잡이로 만들었다.
그의 가장 중요한 작품인 "The Modern World-System"은 1974년에서 2011년 사이에 네 권으로 출판되었다. 그 속에서 월러스틴은 다음과 같은 몇 가지 지적 영향을 끼쳤다.

• 글로벌 정치에서 근본적인 경제적 요인과 이념적 요인에 대한 지배를 강조하면서 그 뒤를 이은 칼 마르크스, 자본과 노동의 이분법적 사고와 같은 생각을 가지고 그의 경제 사고를 채택했다. 그는 또한 봉건주의와 자본주의와 같은 단계를 통한 세계 경제발전에 대한 전통적인 마르크스적 견해와 자본, 변증법 등의 축적에 대한 믿음을 비판했다.
• 의존성 이론, 가장 분명한 것은 "핵심"과 "지각성"의 개념이다.
그러나 월러스틴은 프란츠 파농, 페르낭 브로델, 일리야 프리고진을 (비슷한 논쟁의 심화와는 반대로) 그의 논증 노선을 수정하는 데 가장 큰 영향을 미친 세 사람으로 분류했다." <필수적 월러스틴>에서 그는 그 세 사람을 연대순으로 열거하고 그들의 견해에 대한 영향을 다음과 같이 기술했다.
• 프란츠 파농(프랑스 총리) : "파농은 현대 세계체제에 의해 박탈된 사람들이 정의뿐만 아니라 지적 가치평가에 대한 목소리, 비전, 청구권을 가지고 있다는 주장을 나에게 보여주었다."
• 페르낭 브로델: 1400년에서 1800년 사이에 유럽 세계에서의 광범위한 경제 교류 네트워크의 발전과 정치적 함의를 설명했던 그 누구보다도 시간과 공간의 사회 건설과 그것이 우리의 분석에 미치는 영향에 대한 중요성을 깨닫게 했다."
• 일리야 프리고진: " 프리고진은 나에게 확실한 것이 존재하지 않는 세상의 의미를 직면하도록 했다 - 하지만 지식은 여전히 그러했다."

월러스틴은 또한 그의 작품에 또 다른 주요한 영향을 끼친 것은 1968년의 "세계 혁명"이라고 말했다. 그는 학생항쟁이 일어난 당시 컬럼비아대 교수진에 있었고, 분쟁해결을 시도했던 교수위원회에 참여하였다. 그는 여러 작품에서 이 혁명이 근대 세계체제의 실현 가능한 이념으로서 "자유주의"의 종말을 의미한다고 주장했다. 그는 또 "냉전의 종식은 자유주의의 승리를 표시하기보다 현 체제가 다른 체제로 교체되어 끝날 위기의 국면인 '종말'에 접어들었음을 보여준다"고 주장했다. 월러스틴은 세계 분쟁의 주요 원인이 냉전이었던 시기에 남북 분단의 중요성이 증대될 것으로 예상하였다.

그는 1980년부터 미국이 쇠퇴의 패권이라고 주장했다. 그는 1990년대 들어 이런 주장을 했다가 조롱을 받기도 했지만 이라크전쟁 이후 이런 주장이 더욱 확산됐다 전반적으로, 그는 자본주의 세계 경제의 발전이 세계 인구의 많은 부분을 해친다고 보았다. 마르크스와 마찬가지로 월러스틴은 자본주의가 사회주의 경제로 대체될 것이라고 예측했다.
월러스틴은 세계 사회 포럼에 참여했고 그에 대해 저술했다.

## 근대 세계 체계
월러스틴의 세계체계 이론 첫 권(현대 세계체제, 1974년)은 행동과학 고등연구센터(현 스탠퍼드대 부속)에서 1년 동안 주로 저술되었다. 그 속에서 그는 현대 세계체제가 주변 세계와 반 주변 세계 지역에 대한 체계적인 경제적 정치적 관계에 있어서 지배적인 자본주의 중심(핵심)에 의해 세계질서의 경제 통제에 의존함으로써 제국과 구별된다고 주장한다.
월러스틴은 복잡한 경제 교류 관계의 네트워크, 즉 "자본과 노동의 이분법"과 경쟁 관계에 있는 대리인에 의한 끝없는 "자본의 축적"에 의해 연결되는 세계는 오직 하나뿐이라고 주장하며 "제3세계"라는 개념을 거부했다. 이 접근은 세계 시스템 이론으로 알려져 있다.
월러스틴은 16세기 서유럽과 아메리카에서 근대 세계체제의 기원을 찾았다. 영국, 네덜란드, 프랑스의 자본 축적이 처음에는 봉건 시대 말기의 특정한 정치적 상황으로 인해 약간 진전된 것이 점진적인 팽창의 과정을 촉발시켰다. 그 결과 현대사회에는 하나의 글로벌 네트워크나 경제교류시스템만이 존재한다. 19세기에 이르러 사실상 지구상의 모든 지역이 자본주의 세계경제에 편입되었다.
자본주의 세계체제는 문화적, 정치적, 경제적 용어에 있어서 동질성과는 거리가 멀다. 대신에 그것은 사회 발전, 정치 권력의 축적, 자본의 근본적인 차이로 특징지어진다. 현대화와 자본주의에 대한 긍정 이론과는 반대로, 월러스틴은 이러한 차이를 제도가 진화함에 따라 극복할 수 있고 또 극복될 수 있는 단순한 잔재나 부정으로 생각하지 않았다.
세계를 ‘핵심, 준 주변, 그리고 주변’으로 영구적으로 나누는 것은 세계 시스템 이론의 본질적인 특징이다. 월러스틴에 의해 부분적으로 도출된 다른 이론들은 반 주변성을 배제하고 회색빛의 발전을 허용하지 않는다. 지금까지 세계 시스템의 범위 밖에 남아 있던 지역이 "주변" 단계에 진입한다. 핵심과 주변기기간에 근본적이고 제도적으로 안정된 "노동의 분할"이 있다: 핵심은 고도의 기술개발을 하고 복잡한 제품을 제조하는 반면, 주변기기의 역할은 핵심의 확장하는 요원들에게 원료와 농산품, 값싼 노동력을 공급하는 것이다.
핵심과 주변기기간의 경제 교류는 불평등한 조건으로 이루어진다. 주변기기는 자사 제품을 낮은 가격에 팔도록 강요받지만, 상대적으로 높은 가격에 구입해야 한다. 일단 확립되면, 이 불평등한 상태는 본질적인 준결정적 제약으로 인해 스스로 안정되는 경향이 있다. 핵심과 주변부의 지위는 배타적이고 지리적으로 고정되어 있지 않고 서로 상대적이다. "세미 주변장치"로 정의되는 구역은 중심의 주변장치와 주변부의 중심 역할을 한다. 20세기 말에 이 지역은 동유럽, 중국, 브라질, 멕시코로 구성될 것이다. 중심 영역과 주변 영역이 같은 위치에 공존할 수 있다는 점에 유의해야 한다.
세계체제의 확대의 한 가지 효과는 인간의 노동력을 포함한 사물의 상품화다. 천연자원, 토지, 노동, 인간관계는 점차적으로 그들의 "내재가치"를 박탈당하고 그들의 교환가치를 지시하는 시장에서 상품으로 변모하고 있다.
그의 생애 마지막 20년 동안, 월러스틴은 점점 더 현대 세계 시스템의 지적 기반과 인간 행동의 보편적 이론의 추구에 초점을 맞추었다. 또한 그는 자신이 유럽 중심적이라고 간주했던 사회학, 인류학, 정치학, 경제학, 인문학의 징계부에서 규정하는 '지식의 구조'에 관심을 보였다. 이들을 분석하는 과정에서 일리야 프리고진과 같은 이론가들의 '신과학'에 큰 영향을 받았다.

## 비판
월러스틴의 이론은 신자유주의자나 보수주의자들뿐만 아니라 그의 주장 중 일부가 역사적으로 부정확할 수도 있다고 말하는 일부 역사학자들로부터도 혹평을 불러일으켰다.
일부 비평가들은 월러스틴이 자본주의의 경제적 과정으로부터 독립된 세계 문화의 세계 시스템이 있다고 주장하며 현대 세계 시스템의 문화적 차원을 무시하는 경향이 있다고 주장한다. 이것은 그것을 단순히 경제적 관심의 기관으로 쉽게 드러날 수 있는 국가의 "공식적인" 이념으로 줄여준다.
그럼에도 불구하고 그의 분석적 접근은 안드레 군더 프랑크, 테렌스 홉킨스, 사미르 아민, 크리스토퍼 체이스 던, 토마스 D. 홀과 조반니 아라이기에 상당한 영향을 미쳤으며 지적 질의의 일반적인 접근에 헌신하는 제도적 기반을 구축했다. 이들의 이념은 반세계화 운동에서도 강한 관심을 끌었다.

## 용어 및 정의

### 자본주의적 세계 체제
월러스틴의 정의는 종속이론을 따르는 것으로, 16세기 이후 서로 다른 지역에서 일어난 여러 사회의 발전을 하나의 집단적 발전으로 결합하려는 의도였다. 그의 정의의 주요 특징은 (이 경우, 주) 독립적 정치 단위의 존재를 포함한 세계적인 노동 분업의 발전이다. 로마 제국과 같은 세계 제국과 비교할 때 정치적 중심은 없다. 대신에 자본주의 세계 체제는 세계 시장 경제에 의해 확인된다. 핵심지역, 반주변지역, 주변지역으로 나뉘며 자본주의적 생산방식에 의해 지배되고 있다.

#### 중심부/주변부
선진국과 개도국 간의 차이를 규정한다. 예를 들어, 권력이나 부에 의해 특징지어진다. 핵심은 개발도상국의 주변인 선진국을 가리킨다. 선진국 지위의 주된 이유는 경제력이다.

##### 반주변부
핵심과 주변부 사이에 위치하며, 불평등한 교환관계를 통해 주변부로부터 이익을 얻는 국가들을 규정한다. 동시에, 그 핵심이 불평등한 교환 관계를 통해 반 주변으로부터 이익을 얻는다.

##### 준독점
특정 재화/서비스에 대해 둘 이상의 서비스 제공자가 있는 경우 일종의 독점을 규정한다. 월러스틴은 새로운 판매자들이 경쟁 시장에 개방하도록 정치적 압력을 행사함으로써 시장에 진입하기 때문에 준독점주의가 자기 모순이라고 주장한다.

###### 콘드라티에프 파동
콘드라티에프 파동은 세계 경제의 순환적 경향으로 정의된다. 그것은 또한 슈퍼사이클로도 알려져 있다. 왈러슈타인은 세계 전쟁은 콘드라티예프의 파동과 결부되어 있다고 주장한다. 그그에 따르면, 전세계적인 충돌은 '파도의 여름 단계'가 시작되면서 발생하며, 이는 제품의 생산과 전세계의 서비스가 발전 할 때 발생한다

## 같이 보기
- 역사사회학
- 후기자본주의